# Алваните (Авелино)
Алваните је насеље у Италији у округу Авелино, региону Кампанија.
Према процени из 2011. у насељу је живело 782 становника. Насеље се налази на надморској висини од 349 м.